# Список умерших в 616 году

## Февраль
- 24 февраля — Этельберт I, король Кента (591—616), святой.

## Дата смерти неизвестна или требует уточнения
- Агилульф, герцог Турина и король лангобардов (590—615/616).
- Гульвен Леонский, святой епископ Леонский.
- Гундоальд, герцог Асти (ок. 589—616).
- Иоанн Компсин, руководитель восстания против византийского императора Ираклия I.
- Иоанн I Лемигий, экзарх Равенны (с 611).
- Махендраварман, правитель мон-кхмерского государства Ченла (598—610).
- Саберт, король Эссекса (604—616).
- Смбат IV Багратуни, армянский князь.
- Солатий, епископ Кёльна.
- Хацон, вождь драговитов, командовавший войском, осаждавшим Салоники в 616 году.
- Элфин ап Оуэн, король Регеда (597—616).
- Этельфрит, король Дейры (593/604—616), король Берниции (593—616) и король Нортумбрии (593/604—616).